# خويلة (تريم)
'

تعديل مصدري - تعديل

خويلة هي إحدى قرى عزلة تريم بمديرية تريم التابعة لمحافظة حضرموت، بلغ تعداد سكانها 135 نسمة حسب تعداد اليمن لعام 2004.